# Jean-Victor Lavril
Jean-Victor Lavril (ur. 24 sierpnia 1969) – martynikański piłkarz występujący na pozycji pomocnika.

## Kariera klubowa
W trakcie kariery Lavril grał w zespole CS Case-Piote. W 2006 roku zdobył z nim Puchar Martyniki.

## Kariera reprezentacyjna
W reprezentacji Martyniki Lavril zadebiutował w 2002 roku. W tym samym roku znalazł się w drużynie na Złoty Puchar CONCACAF. Zagrał na nim w meczach z Kostaryką (0:2), Trynidadem i Tobago (1:0) i Kanadą (1:1, 5:6 w rzutach karnych), a Martynika odpadła z turnieju w ćwierćfinale.
W 2003 roku Lavril ponownie został powołany do kadry na Złoty Puchar CONCACAF. Wystąpił na nim w spotkaniach ze Stanami Zjednoczonymi (0:2) i Salwadorem (0:1), a Martynika zakończyła turniej na fazie grupowej.
W latach 2002–2007 w drużynie narodowej Lavril rozegrał 22 spotkania i zdobył 1 bramkę.